# 271 Dywizja Piechoty ’43 (III Rzesza)
271 Dywizja Piechoty – niemiecka dywizja z czasów II wojny światowej, sformowana w Besançon na mocy rozkazu z 17 listopada 1943 roku, w 22. fali mobilizacyjnej przez XIII. Okręg Wojskowy.

## Struktura organizacyjna
- Struktura organizacyjna w listopadzie 1943 roku:

977., 978. i 979. pułk grenadierów, 271. pułk artylerii, 271. batalion pionierów, 271. batalion fizylierów, 271. oddział przeciwpancerny, 271. oddział łączności, 271. polowy batalion zapasowy;
- Struktura organizacyjna we wrześniu 1944 roku:

977., 978. i 979. pułk grenadierów, 271. pułk artylerii, 271. batalion pionierów, 271. dywizyjna kompania fizylierów, 271. oddział przeciwpancerny, 271. oddział łączności, 271. polowy batalion zapasowy;

## Dowódcy
- Generalleutnant Paul Danhauser 10 XII 1943 – VIII 1944;
- Generalmajor Martin Bieber 3 IX 1944 – 8 V 1945;